# مصطفی بوندو

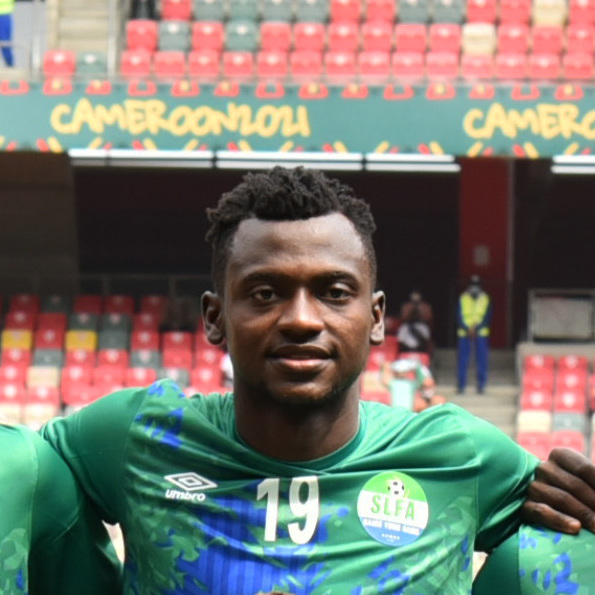
مصطفی بوندو در سال ۲۰۲۱

مصطفی بوندو (انگلیسی: Mustapha Bundu؛ زادهٔ ۲۸ فوریهٔ ۱۹۹۷) بازیکن فوتبال اهل سیرالئون است.
از باشگاه‌هایی که در آن بازی کرده‌است می‌توان به باشگاه فوتبال اندرلشت و باشگاه ورزشی آرهوس اشاره کرد.
وی همچنین در تیم ملی فوتبال سیرالئون بازی کرده‌است.